# 4925 Zhoushan
4925 Zhoushan eller 1981 XH2 är en asteroid i huvudbältet som upptäcktes den 3 december 1981 av Purple Mountain-observatoriet i Nanjing, Kina. Den är uppkallad efter den kinesiska staden Zhoushan.
Asteroiden har en diameter på ungefär 14 kilometer.